# Inside Passage

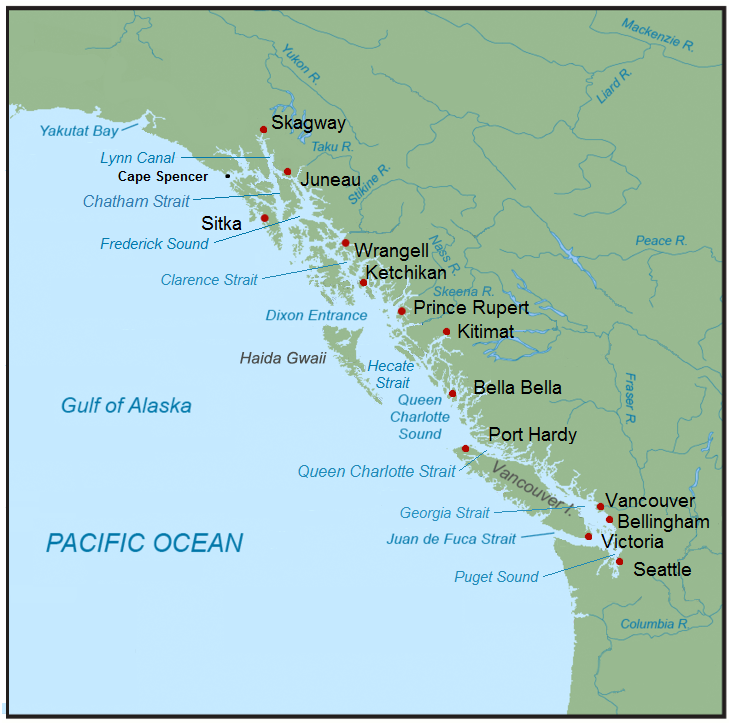
Inside Passage

Die Inside Passage [ɪnˈsaɪd ˈpæsɪʤ] ist ein Seeweg vor der Küste Alaskas (USA) und British Columbias (Kanada) mit etwa 1000 Inseln.

## Geographie
Der nördliche Teil im Alaska Panhandle erstreckt sich auf über 800 km in Nord-Süd-Richtung und 160 km in Ost-West-Richtung und ist ein dichtes Netz kleinerer Inseln und Wasserstraßen. Deren wichtigsten Gewässer sind Chatham Strait, Frederick Sound und Clarence Strait. Der kanadische Teil ist länger. Zu ihm gehören die weite Dixon Entrance als Grenze USA–Kanada und die Hecate Strait um die Queen Charlotte Islands (Haida Gwaii), der offenere Queen Charlotte Sound, sowie die Salish Sea um Vancouver Island, mitsamt Puget Sound. Dabei ist Vancouver Island vom Zug Queen Charlotte Strait – Johnstone Strait – Discovery Passage – Strait of Georgia – Strait of Juan de Fuca vom Festland getrennt, zur Salish Sea zählen nur letztere beide.

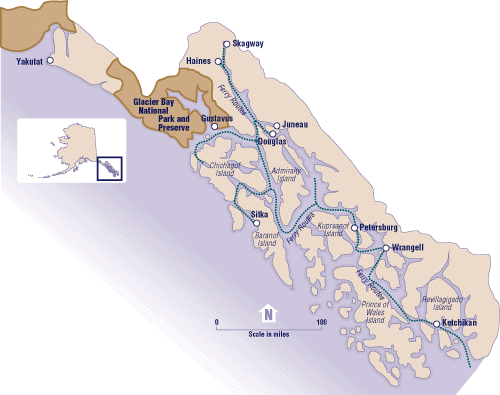
Alaska Panhandle mit dem zur USA gehörigen Abschnitt der Inside Passage

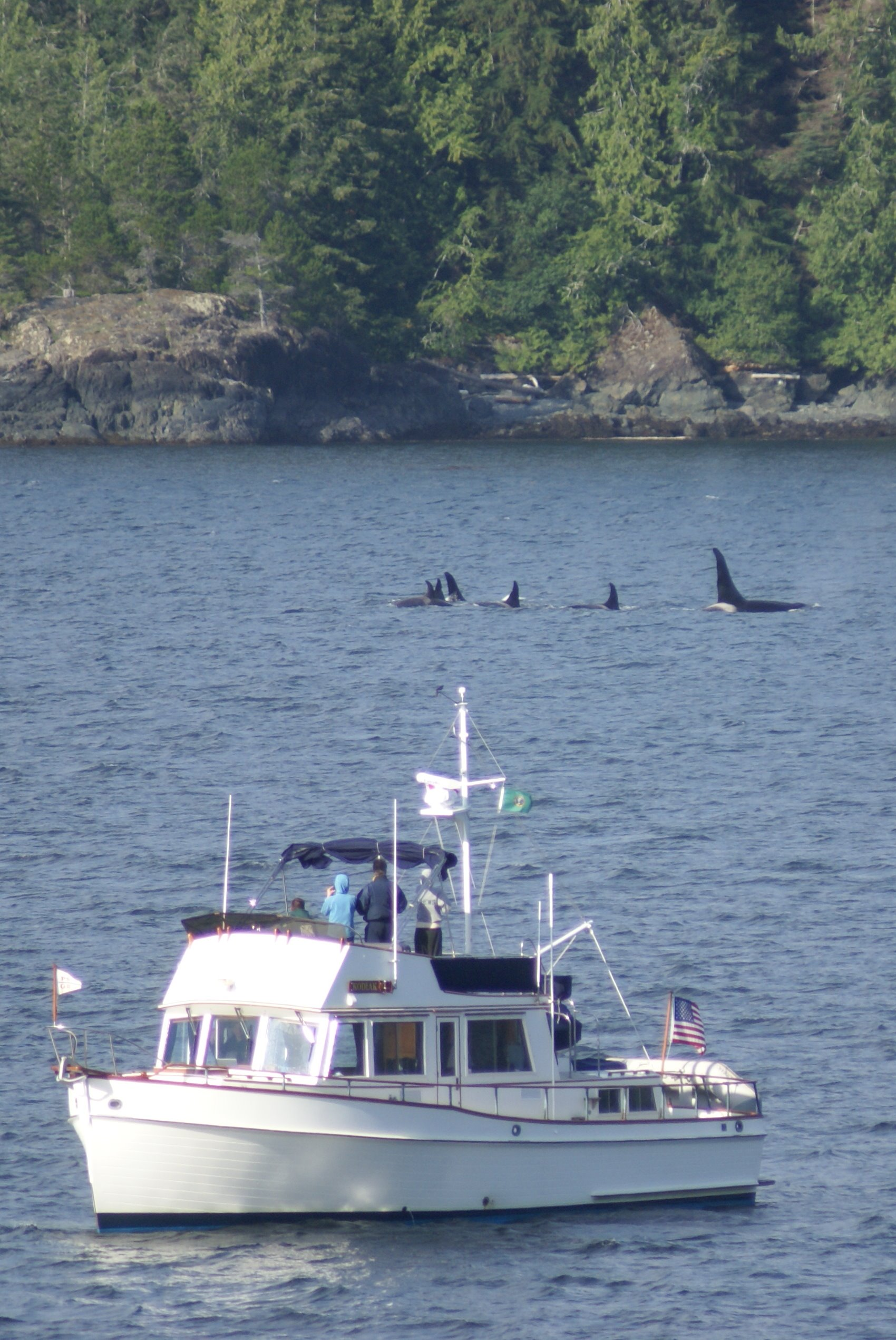
Schwertwale in der Inside Passage
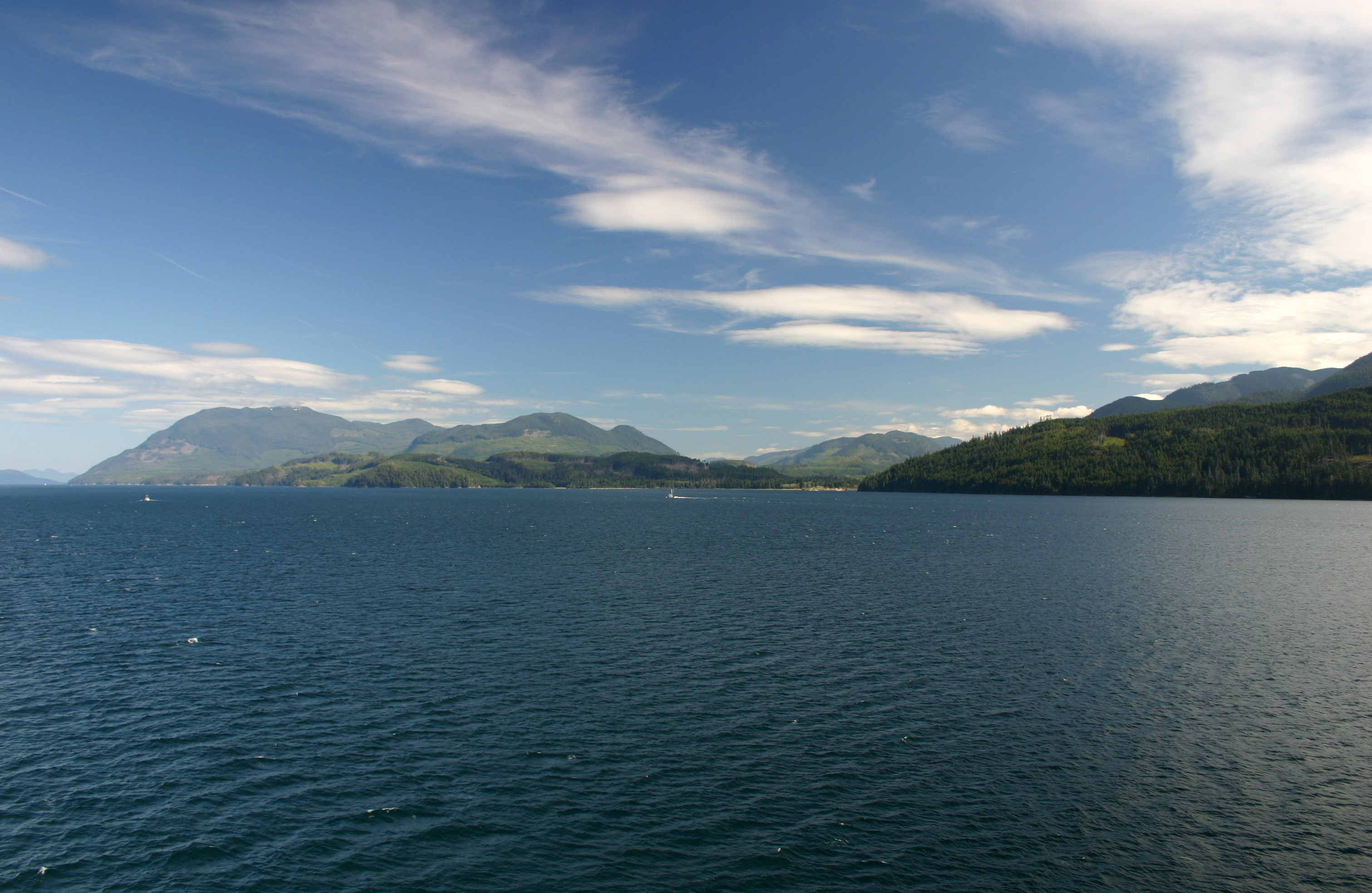
Die Inside Passage
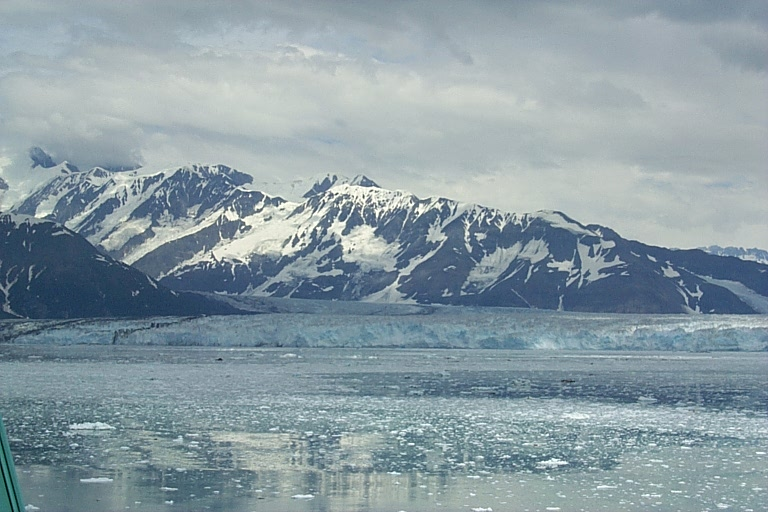
Gletscher an der Küste der Inside Passage

## Geschichte und Verkehr
Vor dem Eintreffen europäischer Kolonisten war die nördliche Inside Passage von Tlingit, Haida und Tsimshian besiedelt, die südliche von Kwakwaka'wakw und Küsten-Salish. Wegen des reichhaltigen Nahrungsangebots an der Küste hatten sich, im Gegensatz zu den Stämmen auf dem Festland, zahlreiche Siedlungen und Wanderungsterritorien gebildet.
Ende des 18. Jahrhunderts wurde die Inside Passage von Forschungsreisenden aus Russland, Großbritannien, Frankreich und Spanien besucht. James Cook (1778–1779) und George Vancouver (1792–1793) waren die ersten Briten, die umfangreiche kartografische Arbeiten durchführten. Die Kolonisation durch europäische Siedler begann im 19. Jahrhundert.
Sie kann von allen seegängigen Schiffen befahren werden und wird stark von der Schifffahrt frequentiert. BC Ferries und das Alaska Marine Highway System betreiben Fährverbindungen. Die Bezeichnung Inside Passage wird auch für die Inseln entlang des Schiffsweges verwendet.
Das bisher schwerste Schiffsunglück auf dieser Route ereignete sich am 24. Oktober 1918, als das kanadische Passagierschiff Princess Sophia der Canadian Pacific Railway im Lynn Canal auf ein Riff lief und sank. Alle 343 Passagiere und Besatzungsmitglieder kamen dabei ums Leben. Es handelt sich um das bis heute größte Schifffahrtsunglück an der nordamerikanischen Westküste. Deutlich weniger Passagiere kamen beim Untergang eines anderen Passagierschiffs ums Leben. Beim Untergang der Queen of the North, einer Fähre der BC Ferries, am 22. März 2006 vor Gil Island kamen 2 Passagiere ums Leben.